# Ascorbate de calcium
L’ascorbate de calcium est un composé chimique de formule CaC12H14O12. Il s'agit d'un ascorbate minéral, sel d'acide ascorbique et de calcium.
Additif alimentaire de numéro E302, il est autorisé au sein de l'Union européenne, des États-Unis, de l'Australie et de la Nouvelle-Zélande. Il est par exemple utilisé pour ralentir le brunissement des pommes avant leur commercialisation.